# Madonna delle Grazie (Velletri)
La Madonna delle Grazie è un'icona della basilica cattedrale di San Clemente in Velletri, il patrono della città, invece, è San Clemente. 
L'immagine è posta nella cappella a lei dedicata lungo la navata sinistra della chiesa. Delle origini della sacra immagine si hanno poche tracce, ma alcuni autori la dicono donata a Giovanni II vescovo di Velletri nel 732.
Altri invece ipotizzano venga da Costantinopoli. 
Esistono due festività dedicate alla Madonna delle Grazie del santuario. La Festa vera e propria si celebra dal 1613 la prima domenica di maggio, con la processione alla vigilia.
A partire dal terremoto del 26 agosto 1807, invece, si impone l'uso di celebrare la Festa del Patrocinio in ricordo dello scampato pericolo. Numerosi papi sono venuti a venerare la patrona di Velletri, tra questi Pio IX che vi era legato da una particolare devozione. La sacra immagine venne usata dal brigante Cencio Vendetta per estorcere la grazia al Pontefice che gliela negò. Durante la seconda guerra mondiale la sacra immagine venne tolta dal santuario e fu ospitata nella chiesa del Gesù a Roma. Qui rimase fino al settembre 1944. 
Il 26 agosto 1949 è stata proclamata patrona della diocesi - che all'epoca comprendeva l'intero Agro Pontino - dal cardinale Clemente Micara vescovo di Velletri dopo una peregrinatio nell'intera diocesi.